# Emilio de la Torriente
Emilio de la Torriente y Aguirre (1859-1949) fue un arquitecto español, activo en la provincia de Santander.

## Biografía

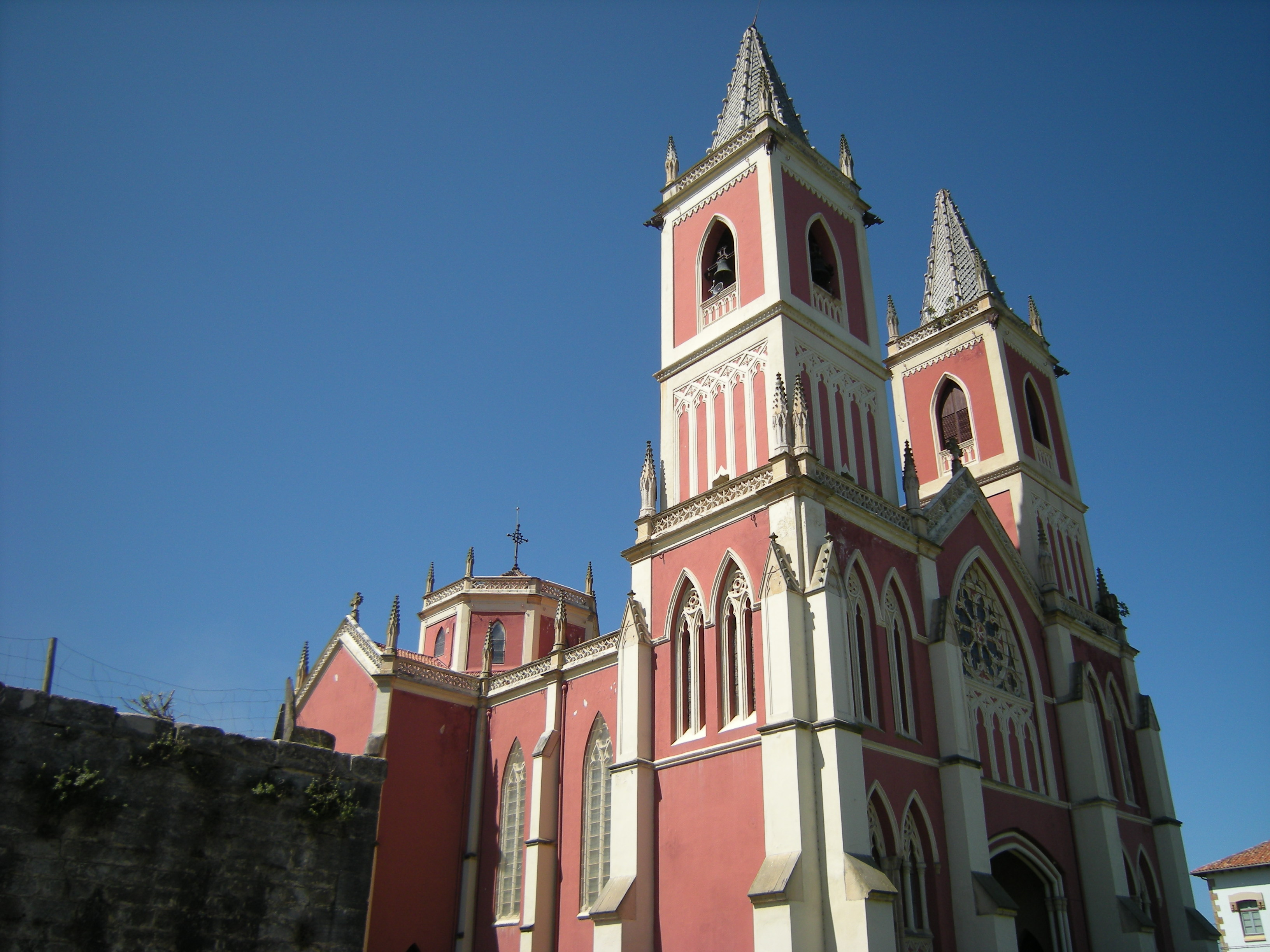
Iglesia de San Pedro Ad Vincula en Cóbreces.

Nació en 1859. Destacado arquitecto de finales del siglo xix en la provincia de Santander, desempeñó los cargos de arquitecto diocesano de Santander y arquitecto municipal de Laredo y Ampuero. Fue autor, entre otros, de proyectos de una casa para el marqués de Valdecilla, en la localidad de Valdecilla, del Colegio de los Salesianos "María Auxiliadora" y el circo de gallos de Santander, la iglesia de San Pedro Ad Vincula de Cóbreces, o el desaparecido Cine Tetuán en Madrid, junto a Javier González de Riancho. Proyectó en 1900 en Limpias (Santander) el palacio Eguilior, para el aristócrata Manuel de Eguilior y Llaguno, inaugurado en 1903, y desde 2004 parador nacional de turismo de Limpias. Falleció en 1949.